# 欧尔尚
欧尔尚（法語：Haulchin，法語發音：[olʃɛ̃]）是法国上法蘭西大區北部省的一个市镇，属于瓦朗谢讷区。

## 地理
欧尔尚（50°19'4"N, 3°26'12"E）面积5.13 平方千米，位于法国上法蘭西大區北部省，该省份为法国最北部的省份及最长的省份，西北濒北海，西接加来海峡省，南至埃纳省和索姆省，东与比利时接壤。
与欧尔尚接壤的市镇（或旧市镇、城区）包括：瓦夫勒尚苏德南、蒂扬、德南、杜希莱米讷、普鲁维、鲁维尼。

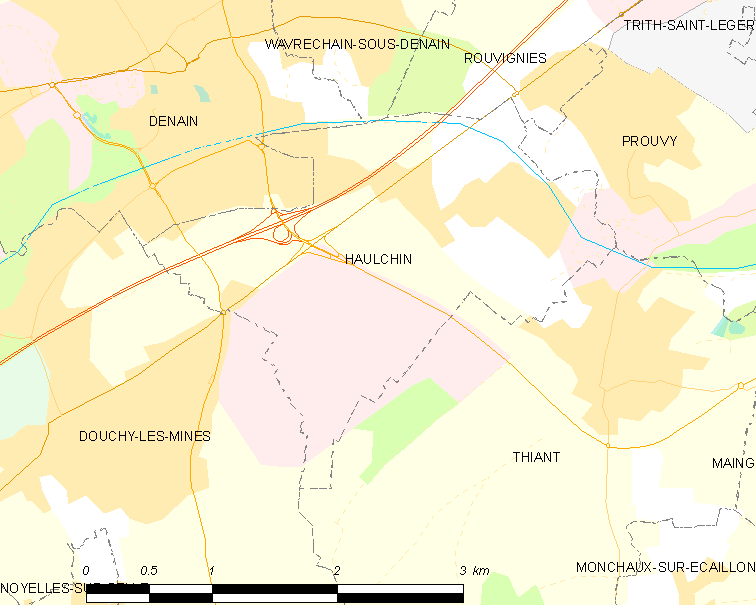
欧尔尚的OSM定位图

欧尔尚的时区为UTC+01:00、UTC+02:00（夏令时）。

## 行政
欧尔尚的邮政编码为59121，INSEE市镇编码为59288。

## 政治
欧尔尚所属的省级选区为欧努瓦莱瓦朗谢讷县。

## 人口

1962-2008年间欧尔尚人口变化图示

欧尔尚于2022年1月1日时的人口数量为2307人。